# Gare de Hombourg-Budange
Gare de Hombourg-Budange vasútállomás Franciaországban, Hombourg-Budange településen.

## Vasútvonalak
Az állomást az alábbi vasútvonalak érintik:
- Thionville–Anzeling-vasútvonal

## Kapcsolódó állomások
A vasútállomáshoz az alábbi állomások vannak a legközelebb:
- Gare de Kédange
- Gare d’Ébersviller